# Lista de prefeitos eleitos no Amapá em 2000
Na formação desta lista foram consultados arquivos on line do Tribunal Regional Eleitoral e Tribunal Superior Eleitoral, sendo à época do pleito o Amapá possuía 16 municípios.
A referida disputa aconteceu dois anos após as eleições estaduais no Amapá em 1998 e aconteceram nos dias 1º de outubro, o 1º turno e 29 de outubro, o 2º turno, ocasião em que João Alberto Rodrigues Capiberibe era governador do estado.

## Prefeitos eleitos peloPSB
O partido triunfou em 5 municípios, o equivalente a 31,25% do total.
| Bandeira              | Município          | Prefeito eleito                  | Partido | Nascido em | UF           |
| --------------------- | ------------------ | -------------------------------- | ------- | ---------- | ------------ |
|                       | Calçoene           | Adelson José Deniur de Almeida   | PSB     | Calçoene   | Amapá        |
| Bandeira desconhecida | Cutias do Araguary | José Justo de Morais Barbosa     | PSB     | Macapá     | Amapá        |
| Bandeira desconhecida | Itaubal            | Leopoldo Gonçalves Machado Neto  | PSB     | Macapá     | Amapá        |
| Macapá                | Macapá             | João Henrique Rodrigues Pimentel | PSB     | Macapá     | Amapá        |
|                       | Tartarugalzinho    | Almir Rezende                    | PSB     | Belo Vale  | Minas Gerais |

## Prefeitos eleitos peloPDT
O partido triunfou em 3 municípios, o equivalente a 18,75% do total.
| Bandeira              | Município      | Prefeito eleito               | Partido | Nascido em | UF    |
| --------------------- | -------------- | ----------------------------- | ------- | ---------- | ----- |
| Bandeira desconhecida | Amapá          | Rildo Alaor Teixeira da Silva | PDT     | Amapá      | Amapá |
|                       | Porto Grande   | Cícero José de Lima           | PDT     | Porangatu  | Goiás |
| Serra do Navio        | Serra do Navio | Edelson Santiago Lima         | PDT     | Gurupá     | Pará  |

## Prefeitos eleitos peloPSDB
O partido triunfou em 2 municípios, o equivalente a 12,50% do total.
| Bandeira                | Município               | Prefeito eleito                  | Partido | Nascido em   | UF       |
| ----------------------- | ----------------------- | -------------------------------- | ------- | ------------ | -------- |
| Pedra Branca do Amapari | Pedra Branca do Amapari | Maria do Socorro Pelaes          | PSDB    | Macapá       | Amapá    |
| Vitória do Jari         | Vitória do Jari         | Luiz de França Magalhães Barroso | PSDB    | Barreirinhas | Maranhão |

## Prefeitos eleitos peloPMDB
O partido triunfou em 2 municípios, o equivalente a 12,50% do total.
| Bandeira              | Município | Prefeito eleito             | Partido | Nascido em | UF    |
| --------------------- | --------- | --------------------------- | ------- | ---------- | ----- |
|                       | Oiapoque  | Francisco Milton Rodrigues  | PMDB    | Catarina   | Ceará |
| Bandeira desconhecida | Pracuuba  | Jonildo do Rosário Teixeira | PMDB    | Amapá      | Amapá |

## Prefeitos eleitos peloPFL
O partido triunfou em 1 município, o equivalente a 6,25% do total.
| Bandeira | Município | Prefeito eleito                | Partido | Nascido em | UF    |
| -------- | --------- | ------------------------------ | ------- | ---------- | ----- |
|          | Mazagão   | José Odair da Fonseca Benjamin | PFL     | Mazagão    | Amapá |

## Prefeitos eleitos peloPL
O partido triunfou em 1 município, o equivalente a 6,25% do total.
| Bandeira | Município | Prefeito eleito        | Partido | Nascido em | UF   |
| -------- | --------- | ---------------------- | ------- | ---------- | ---- |
| Santana  | Santana   | Rosemiro Rocha Freires | PL      | Gurupá     | Pará |

## Prefeitos eleitos peloPSC
O partido triunfou em 1 município, o equivalente a 6,25% do total.
| Bandeira         | Município        | Prefeito eleito            | Partido | Nascido em | UF    |
| ---------------- | ---------------- | -------------------------- | ------- | ---------- | ----- |
| Laranjal do Jari | Laranjal do Jari | Reginaldo Brito de Miranda | PSC     | Macapá     | Amapá |

## Prefeitos eleitos peloPTB
O partido triunfou em 1 município, o equivalente a 6,25% do total.
| Bandeira | Município      | Prefeito eleito          | Partido | Nascido em | UF    |
| -------- | -------------- | ------------------------ | ------- | ---------- | ----- |
|          | Ferreira Gomes | Adiel de Campos Ferreira | PTB     | Macapá     | Amapá |